# Highfield Road
Highfield Road was een voetbalstadion in de Engelse stad Coventry. Het stadion was van 1899 tot 2005 de thuisbasis van Coventry City, dat sinds 2020 in de Championship uitkomt. Na het seizoen 2004/05 verhuisde Coventry City naar een moderner en iets ruimer stadion, de Ricoh Arena. 
Het stadion was gelegen in de buurt van het stadscentrum en had vanaf 1995 een capaciteit van 23.489 toeschouwers, na een verplichte afslanking en de transformatie van de staantribunes naar tribunes met zitplaatsen om te voldoen aan de strenge richtlijnen als gevolg van de Hillsboroughramp. Highfield Road had een van de grootste speelvelden in de Engelse competities en was het eerste Engelse stadion dat beschikte over vier tribunes met zitplaatsen. Het recordaantal toeschouwers bij een wedstrijd was 51.455 en werd gevestigd in 1967, toen Coventry City het opnam tegen Wolverhampton Wanderers in de Engelse tweede klasse. 
Coventry City had in de jaren negentig zijn laatste succesperiode op Highfield Road, toen de club uitkwam in de Premier League. De club degradeerde in mei 2001 naar het Championship en keerde sindsdien niet meer terug naar de hoogste Engelse voetbalklasse. Het stadion zou verbouwd worden naar aanleiding van de Engelse kandidatuur om het WK 2006 te mogen organiseren, maar Engeland werd niet gekozen. Duitsland mocht het WK organiseren. Highfield Road werd afgebroken in 2006.
Op de site van het stadion kwamen huizenblokken te staan. Het gebied dat het speelveld was, bestaat nog steeds integraal uit een grasveld.